# Лифтёр. Покаяние
«Лифтёр. Покаяние» — российский драматический фильм, снятый режиссёром Георгием Поздняковым в 2021 году. В прокат фильм вышел 14 октября 2022 года.

## Сюжет
В Магнитогорске орудует хитрый и безжалостный маньяк. Его кредо — насиловать женщин в лифтах. Он дерзок и неуловим, никто не может назвать его точные приметы. Информация о «Лифтёре» доходит до Кремля. Правительство и руководство МВД требует в кратчайшие сроки найти и обезвредить убийцу. По следу «Лифтёра» идёт опытный капитан милиции Иван Игошин, пытающийся поймать маньяка, но в огромном городе это не так-то просто, поэтому к нему прикомандировывают двух молодых сотрудников из Москвы — Лилию и Сергея. 
Сюжет фильма основан на реальных событиях, происходивших в Магнитогорске в период с июля по сентябрь 1989 года, когда в городе орудовал серийный убийца и насильник Дмитрий Гридин, задушивший 3 девушек в кабине лифта, из-за чего стал известен как «Маньяк по кличке «Лифтёр». По словам режиссёра, действие картины происходит в современных реалиях, так как из-за слишком низкого бюджета воссоздавать обстановку 1989 года не стали.

## В ролях
- Игорь Филиппов — Иван Игошин
- Лиона Филиппова — Светлана, дочь Игошина
- Андрей Коровниченко — полковник полиции
- Татьяна Бусыгина — мать преступника
- Татьяна Баштанова — Елена Ивановна

## Показ
Закрытый показ фильма состоялся в Магнитогорске 29 ноября 2021 года.
В конце года было получено прокатное удостоверение, фильм вышел в интернет в феврале 2021 года, а в 2022 году был показан в Магнитогорске, но в широкий кинопрокат фильм так и не вышел.
14 марта 2023 года показ фильма прошёл в Москве в Центральном доме кино Союза кинематографистов России, при поддержке депутата Государственной думы от Челябинской области Станислава Наумова.
Положительную оценку фильму после просмотра дал режиссёр Валерий Ахадов.